# Powiat Lublinitz
Powiat Lublinitz (niem. Kreis Lublinitz, pol. powiat lubliniecki) – niemiecki powiat istniejący w latach 1743–1926 na terenie Śląska. Siedzibą powiatu był Lubliniec.

## Historia
Powiat Lublinitz powstał wraz z reformą administracyjną Prus w 1743 roku. Początkowo powiat Lublinitz należał do okręgu wrocławskiego. Po podziale prowincji Śląsk w 1816 roku powiat włączono do rejencji opolskiej.
W 1910 roku powiat obejmował 132 gminy o powierzchni 1.010,45 km² zamieszkanych przez 50.388 osób.
W 1922 roku większa część powiatu przeszła w ręce polskie, gdzie utworzono powiat lubliniecki w województwie śląskim. Powiat Lublinitz w szczątkowej formie z siedzibą w Guttentag (Dobrodzieniu) przetrwał w Niemczech do końca 1926 roku. 1 stycznia 1927 z jego terytorium utworzono nowy Powiat Guttentag z siedzibą w Dobrodzieniu, do którego włączono także części powiatów Groß Strehlitz (Strzelce Opolskie) i Rosenberg O.S. (Olesno).

## 1939–1945
Podczas okupacji Polski, Niemcy przejęli w 1939 roku polski powiat lubliniecki, włączając go – jako Landkreis Lublinitz – do rejencji katowickiej w prowincji Śląsk, od 20 listopada 1939 w rejencji opolskiej. W 1941 roku powiat Lublinitz powiększono o zniesiony powiat Guttentag, po czym nazwę powiatu zmieniono 31 maja 1941 z Lublinitz na Loben.